# Europaparlamentsvalet i Luxemburg 2014
Europaparlamentsvalet i Luxemburg 2014 ägde rum söndagen den 25 maj 2014. Totalt var 264 433 personer röstberättigade i valet om de sex mandat som Luxemburg hade tilldelats innan valet. I valet tillämpade landet ett valsystem med partilistor och d’Hondts metod, utan någon spärr för småpartier. I valet var det möjligt för varje väljare att avlägga lika många röster som antal mandat, det vill säga sex röster.
Kristsociala folkpartiet vann valet och behöll sina tre mandat i Europaparlamentet. Socialistiska arbetarpartiet, Demokratiska partiet och Déi Gréng backade men alla tre behöll var sitt mandat. Den av kandidaterna som erhöll flest röster var Viviane Reding som länge hade representerat Luxemburg i Europeiska kommissionen.
Parallellt med Europaparlamentsvalet hölls även val till Luxemburgs parlament. Valdeltagandet var betydligt högre än snittet för hela unionen, men klart lägre än vad valdeltagandet var i Luxemburg i valet 2009. Det jämförelsevis höga valdeltagandet berodde främst på att Luxemburg tillämpade ett obligatoriskt valdeltagande samt att nationella val hölls samtidigt som Europaparlamentsvalet. Totalt röstade 85,54 procent av väljarna, långt över det genomsnittliga valdeltagandet i hela Europaparlamentsvalet.